# Ischnura ramburii
Ischnura ramburii – gatunek ważki z rodziny łątkowatych (Coenagrionidae). Występuje na terenie Ameryki Środkowej, Ameryki Północnej, Oceanii, Ameryki Południowej i Karaibów.